# Нещото, наречено любов
„Нещото, наречено любов“ (на английски: The Thing Called Love) е американска комедийна драма от 1993 г. на режисьора Питър Богданович, с участието на Ривър Финикс, Саманта Матис, Дърмът Мълроуни и Сандра Бълок. Филмът отбелязва последното участие на Финикс преди неговата смърт.

## Актьорски състав
| Актьор            | Роля            |
| ----------------- | --------------- |
| Ривър Финикс      | Джеймс Райт     |
| Саманта Матис     | Миранда Пресли  |
| Дърмът Мълроуни   | Кайл Дейвидсън  |
| Сандра Бълок      | Линда Лю Линдън |
| К. Т. Ослин       | Луси            |
| Антъни Кларк      | Били            |
| Уеб Уайлдър       | Нед             |
| Дебора Уайлд      | Себе си         |
| Джо-Ел Сониър     | Себе си         |
| Пам Тилис         | Себе си         |
| Върн Монет        | Себе си         |
| Кевин Уелч        | Себе си         |
| Триша Ърууд       | Себе си         |
| Джими Гейл Гилмор | Себе си         |